# Cyanocorax hafferi
Cyanocorax hafferi (cancão-da-campina) é uma espécie de ave passeriforme do grupo das gralhas, pertencente ao gênero Cyanocorax que ocorrem na região neotropical. Ela foi descoberta  pelo ornitólogo Mario Cohn-Haft em agosto de 2002, mas permaneceu desconhecida por dois anos e meio até que o holótipo fosse coletado em janeiro de 2005. Em 2013 a espécie foi formalmente descrita no Handbook of the Birds of the World.
O nome da espécie é uma homenagem ao ornitólogo alemão Jürgen Haffer, que propôs a hipótese dos refúgios do pleistoceno publicada em 1969, prevendo a ocorrência de espécies endêmicas dos interflúvios dos grandes rios amazônicos. O nome vulgar é uma referência ao seu habitat, uma savana aberta semelhante ao cerrado na bacia amazônica no Brasil.

## Distribuição
A gralha-da-campina é endêmica da Amazônia brasileira. A espécie é encontrada apenas na região entre os rios Madeira e Purus, no estados do Amazonas e pequena parte de Rondônia.

## Ameaça de extinção
A espécie sofre sério risco de extinção pela destruição do seu habitat.